# PPTP
Point-to-Point Tunneling Protocol (PPTP) är en relativt enkel metod för att åstadkomma virtuella privata nät (VPN). PPTP har utvecklats av ett konsortium bestående av Microsoft, Ascend Communications (i dag en del av Alcatel-Lucent), 3COM med flera. En specifikation av PPTP har publicerats som RFC 2637. PPTP har ännu inte föreslagits eller ratificerats som standard av IETF. 
Säkerhetsfarhågor har förföljt PPTP sedan starten, eftersom det finns många icke-autentiserade kontrollpaket. 
PPTP i sig själv tillhandahåller inte sekretess eller kryptering, utan nätverkssäkerheten beror av det tunnlade protokollet. Nyttolasten kapslas in i PPP-ramar som kan krypteras och/eller komprimeras. PPTP kapslar in PPP-ramar i IP-datagram för överföring över Internet. 
För förbättrad säkerhet kan en typisk uppgraderingsväg vara Layer 2 Tunneling Protocol (L2TP) med IPSec, som i framtiden kan komma att ersätta PPTP. Emellertid är PPTP fortfarande relativt vanligt förekommande, eftersom det är lätt att konfigurera och det var det första VPN-protokollet som stöds av Microsoft Fjärranslutning, och eftersom L2TP/IPSec kräver delad nyckel eller digitalt certifikat. 